# Wiesbaden közlekedése

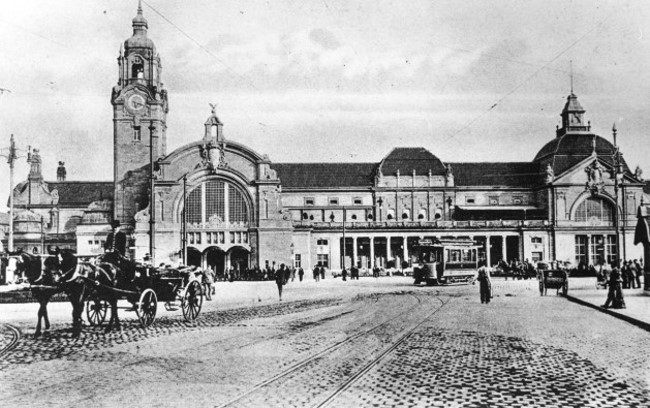
A főpályaudvar 1906-ban

## Távolsági közlekedés

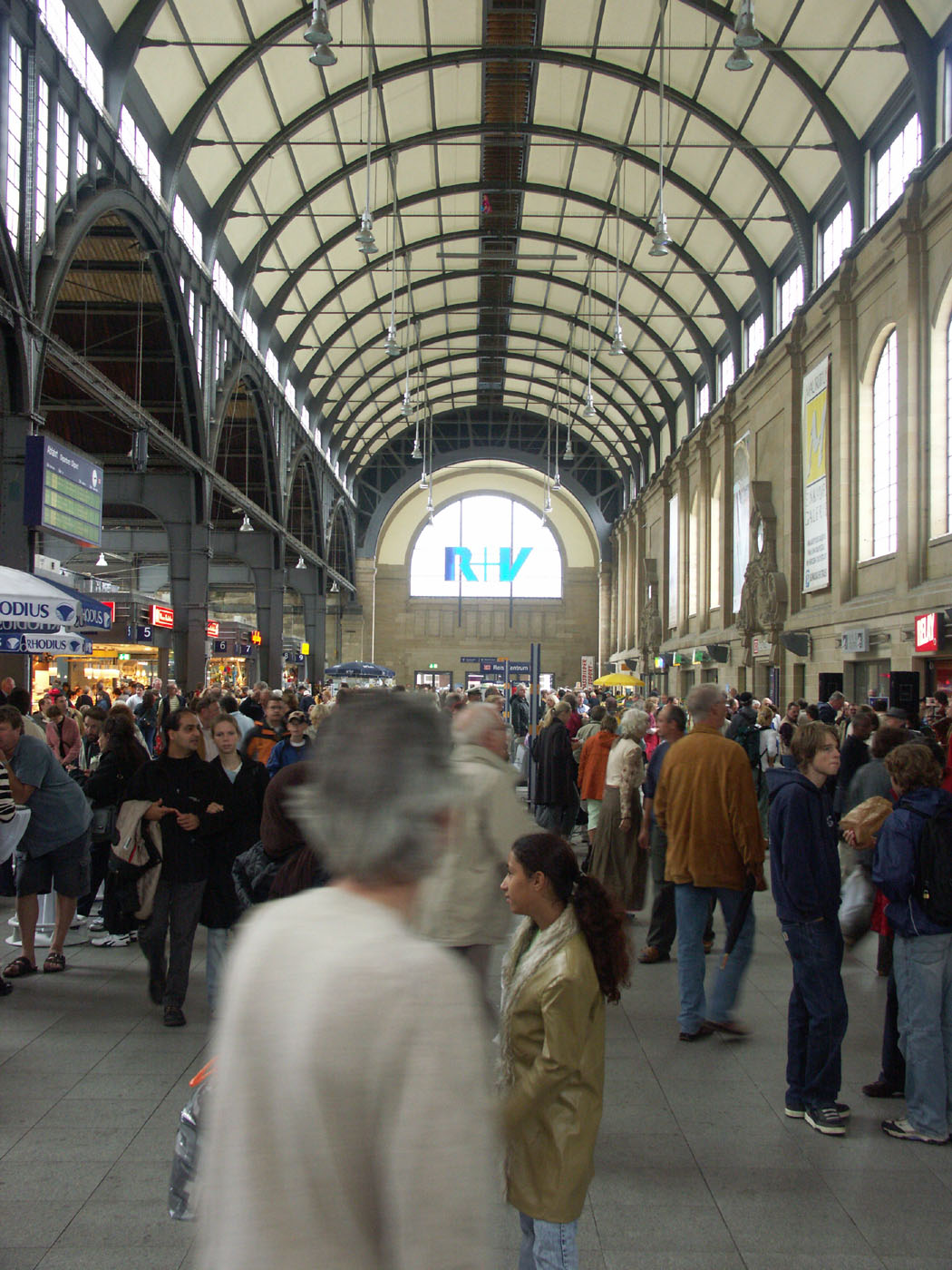
Az 1906-ban épült főpályaudvaron naponta több mint 500 vonat fordul meg

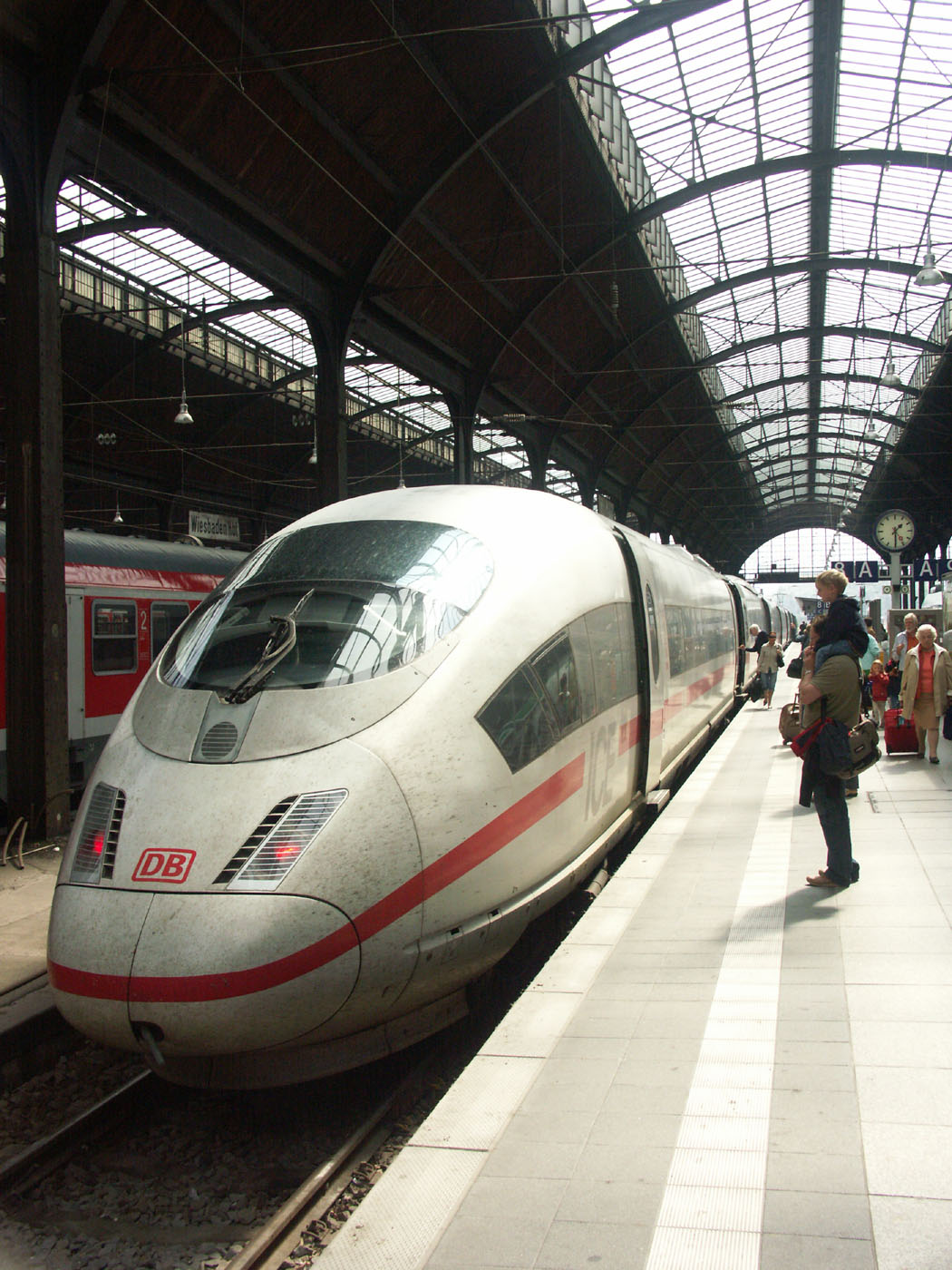
Egy ICE (Inter City Expressz) a főpályaudvarban

### Autópályák
Négy autópályából három közvetlenül Wiesbaden centrumába vezet: A66, A643, A671. Az A3 a külső keleti kerületeket érinti.

### Vasút
Wiesbaden helyi- és távolsági forgalmú pályaudvara a főpályaudvar, mely naponta több mint 500 vonat kiindulópontja és végállomása. Naponta kb. 50 000 utast szolgál ki.
Az 1906-ban épült főpályaudvar felváltott három régi pályaudvart a belvárosban, melyek a mai Vásár- és Kongresszusi Centrum (Rhein-Main-Hallen) és az állami múzeum területén álltak. Ezek a Ludwigsbahnhof, Rheinbahnhof és Taunusbahnhof voltak.
A főpályaudvar a közeli nagyobb városból közvetlen IC, ICE, Railjet, RB, RE és S-Bahn vonalakkal érhető el:
- Augsburg (ICE, Railjet)
- Aschaffenburg (RB)
- Bécs (Railjet)
- Berlin (ICE)
- Bielefeld (ICE)
- Bochum (ICE)
- Budapest (Railjet)
- Darmstadt (ICE, RB)
- Drezda (ICE)
- Duisburg (ICE)
- Düsseldorf (ICE)
- Eisenach (ICE)
- Erfurt (ICE)
- Essen (ICE)
- Frankfurt am Main (IC, ICE, Railjet, RE, S-Bahn)
- Fulda (ICE,)
- Gotha (ICE)
- Göttingen (ICE)
- Gütersloh (ICE)
- Győr (Railjet)
- Hamburg (ICE)
- Hamm (Észak-Rajna-Vesztfália) (ICE)
- Hanau (ICE, S-Bahn)
- Hannover (ICE)
- Hegyeshalom (Railjet)
- Heidelberg (IC, ICE, RE)
- Heilbronn (RE)
- Koblenz (RB, RE)
- Kassel (ICE)
- Köln (ICE)
- Köln–Bonn repülőtér (ICE)
- Limburg (ICE, RB)
- Linz (Railjet)
- Lipcse (ICE)
- Ludwigshafen (RB)
- Lutherstadt Wittenberg (ICE)
- Mainz (IC, ICE, Railjet, RB, S-Bahn)
- Mannheim (IC, ICE, Railjet, RB/RE)
- Minden (ICE)
- Mosonmagyaróvár (Railjet)
- München (ICE, Railjet)
- Neckarsulm (RE)
- Offenbach am Main (S-Bahn)
- Rüdesheim (RB, RE)
- Salzburg (Railjet)
- Sankt Pölten (Railjet)
- Siegburg (ICE)
- Stuttgart (IC, ICE, Railjet)
- Tatabánya (Railjet)
- Ulm (ICE, Railjet)
- Vaihingen (Enz) (IC, ICE)
- Weimar (ICE)
- Worms (IC, ICE, RB)

A főpályaudvar a következő S-Bahn és buszjáratokkal érhető el:
- S-Bahn: S1, S8, S9.
- Busz:
  - Wiesbadeni közlekedési vállalat (ESWE Verkehr): 1, 3, 3B, 4, 6, 6A, 8, 8B, 14, 16, 16H, 27, 27B, 28, 33, 33A, 33B, 36, 37, 45, 46, 47, 50, 60, 63, 65 és 67.
  - Regionális buszvonalak: 171, 200, 203, 225, 240, 262, 271, 272, 273, 274, 275.

### Repülőtér
Az Erbenheim nevű városkerületben létező repülőteret az amerikai hadsereg használja. 2001. szeptember 11. előtt az amerikaiak fel akarták adni és a tartományi kormány úgy tervezte, hogy át lesz építve mint civil repülőtér.
Innen is indultak 1948. június és 1949. május között az úgynevezett mazsolabombázók (Rosinenbomber) Nyugat-Berlin felé a felosztott város ellátása céljábol.
Számos politikusnak is már a célja a Wiesbaden Air Base volt, például J. F. Kennedynek, mely a várost 1963-ban látogatta meg, valamint Elvis Presleynek, aki a feleségét, Priscilla Presleyt is itt ismerte meg.
A Wiesbadenhez legközelebbi két civil repülőtér Frankfurt am Main és Hahn
A Frankfurti repülőtér az S8-as és S9-es S-Bahnnal kb. 30 percen belül érhető el.

## Közelforgalmi tömegközlekedés

### Vasút
A város vasúttal a főpályaudvaron kívül még 10 másik pályaudvar és állomáson keresztül érhető el:
- Auringen/Medenbach (RB 21)
- Biebrich / Wiesbaden Süd (Déli pályaudvar) (RB 10)
- Chausseehaus (Aartalbahn / Muzeális vasút)
- Dotzheim (Aartalbahn / Muzeális vasút)
- Eiserne Hand (Aartalbahn / Muzeális vasút)
- Erbenheim (RB 21)
- Igstadt (RB 21)
- Kastel (RB 10, RE 10, S1, S9)
- Wiesbaden Ost (Keleti pályaudvar) (S1, S8, S9)
- Schierstein (RB 10)

### Metróbővítési ötlet
2005 óta a városi és a tartományi kormány a főpályaudvaron túli HÉV-et a belvárosba vezető metróvonalként tervezi bevezetni. Hogy ez mikor lesz megvalósítva, még nem lehet tudni.

### Autóbusz

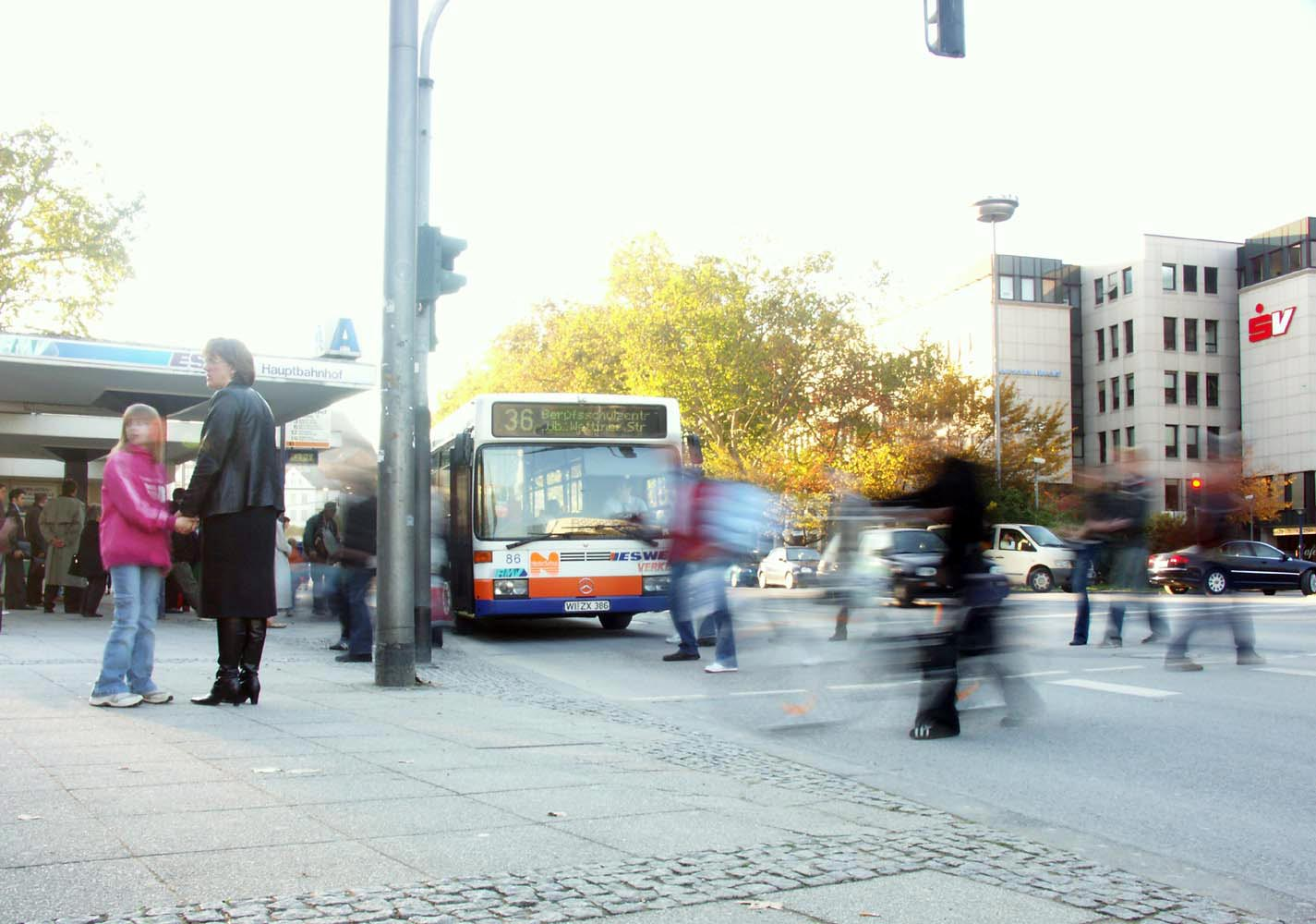
Egy busz a Wiesbadeni közlekedési vállalat 36-os vonalán a főpályaudvar előtt

A Városi Közlekedési Vállalat (ESWE Verkehr) összesen 56 buszvonallal rendelkezik. A hálózat hosszasága 612 kilométer. Évente több mint 50 millió utas használja az ESWE közlekedési ajánlatait. A buszvonalak a következők:
- 45 nappali vonal: 1, 2, 3, 3B, 4, 5, 6, 6A, 8, 8B, 9, 14, 15, 15D, 16, 16H, 17, 17F, 18, 20, 21, 21T, 22, 23, 24, 24S, 24W, 27, 27B, 28, 33, 33A, 33B, 36, 37, 38, 39, 39F, 45, 46, 47, 48, 48S, 48X és 68.
- 2 hétvégi, szezonális vonal: 50 és 50P.
- 9 éjszakai vonal: 60, 61, 62, 63, 64, 65, 66, 67 és 68.

További következő buszvonal közlekedik a Mainzi közlekedési vállalattól (MVG, Mainzer Verkehrsgesellschaft), mellyel egy közlekedési szövetség létezik, Mainz-bol Wiesbaden területén:
- 4 nappali vonal: 54, 55, 56 és 57
- 2 éjszakai vonal: 91 és 99

#### A város autóbuszhálozata
| 1 | Dürertér – Kis körút – Főpályaudvar – Wilhelmstraße – Nerotal                                                                                  |
| 2 | Klarenthal – Egyetem – Luizatér/Német egység tere – Sonnenberg ¹                                                                               |
| 3 | Északi temető – Dürertér – Német egység tere – Főpályaudvar – Mainzer Straße – Biebrich Rajnapart                                              |
| 3B | Északi temető – Dürertér – Német egység tere – Főpályaudvar – Szakmai iskolai centrum – Biebrich Rajnapart                                     |
| 4 | Kohlheck – Carl-von-Linde-Straße – Luizatér/Német egység tere – Főpályaudvar – Biebricher Allee – Biebrich Rajnapart                           |
| 5 | Schierstein Oderstraße – Schiersteiner Straße – Luizatér/Német egység tere – Berliner Straße – Erbenheim észak                                 |
| 6 | Északi temető – Német egység tere – Főpályaudvar – Keleti pályaudvar – Amöneburg – Kastel – Mainz főpályaudvar – Mainz-Marienborn ²            |
| 6A | Északi temető – Német egység tere – Főpályaudvar – Keleti pályaudvar – Amöneburg – Kastel – Mainz főpályaudvar – Mainz Gutenberg-Center ²      |
| 8 | Steinberger Straße – Főpályaudvar – Wilhelmstraße – Eigenheim                                                                                  |
| 8B | Steinberger Straße – Főpályaudvar – Wilhelmstraße – Bahnholz                                                                                   |
| 9 | Schierstein Oderstraße/Zeilstraße – Biebrich – Amöneburg – Kastel – Mainz főpályaudvar – Mainz Mombachi Kapu ²                                 |
| 14 | (Carl-von-Linde-Straße -) Klarenthal – Egyetem – Luizatér/Német egység tere – Főpályaudvar – Biebrich Wal-Mart/Schierstein                     |
| 15 | Gräselberg – Schiersteiner Straße – Luizatér/Német egység tere – Berliner Straße – Erbenheim – Nordenstadt Westring                            |
| 15D                                                                                                   | Gräselberg – Schiersteiner Straße – Luizatér/Német egység tere – Berliner Straße – Erbenheim – Nordenstadt – Wallau – Delkenheim               |
| 16 | Déli temető – Főpályaudvar – Luizatér/Dernsches Gelände – Sonnenberg – Rambach                                                                 |
| 16H                                                                                                   | Déli temető – Főpályaudvar – Luizatér/Dernsches Gelände – Sonnenberg Hofgartenplatz                                                            |
| 17 | Bierstadt Wolfsfeld – Bierstadter Straße – Német egység tere/Luizatér – Dotzheimer Straße – Klarenthal Graf-von-Galen-Straße                   |
| 17F                                                                                                   | Bierstadt Wolfsfeld – Bierstadter Straße – Német egység tere/Luizatér – Dotzheimer Straße – Klarenthal Anne-Frank-Straße                       |
| 18 | Sonnenberg Hofgartenplatz – Bierstadter Straße – Német egység tere/Luizatér – Europaviertel – Sauerland                                        |
| 20 | Német egység tere – Bierstadter Straße – Naurod – Bremthal – Niederjosbach                                                                     |
| 21 | Német egység tere – Bierstadter Straße – Naurod – Auringen – Medenbach (- Wildsachsen)                                                         |
| 21T                                                                                                   | Német egység tere – Bierstadter Straße – Naurod – Auringen – Tannenring – Medenbach (-Wildsachsen)                                             |
| 22 | Német egység tere – Bierstadter Straße – Naurod – Niedernhausen – Oberjosbach                                                                  |
| 23 | Breckenheim – Igstadt – Bierstadt – Német egység tere/Luizatér – Dotzheim – Freudenberg – Schierstein kikötő                                   |
| 24 | Heßloch – Kloppenheim – Bierstadt – Német egység tere/Luizatér – Dotzheim – Frauenstein                                                        |
| 24S                                                                                                   | Heßloch – Kloppenheim – Wolfsfeld – Bierstadt – Német egység tere/Luizatér – Dotzheim – Schelmengraben – Frauenstein                           |
| 24W                                                                                                   | Frauenstein – Schelmengraben – Dotzheim – Luizatér/Német egység tere – Bierstadt – Wolfsfeld – Kloppenheim – Heßloch                           |
| 27 | Schelmengraben – Dotzheim – Luizatér/Német egység tere – Főpályaudvar – Szakmai iskolai centrum – ESWE-Fürdő                                   |
| 27B                                                                                                   | Schelmengraben – Dotzheim – Luizatér/Német egység tere – Főpályaudvar – Szövetségi statisztikai intézet – Szakmai iskolai centrum              |
| 28 | Német egység tere – Főpályaudvar – Berliner Straße – Erbenheim – Repülőtér – Kastel – Mainz Am Brand ²                                         |
| 33 | Állatkert – Dürertér – Német egység tere – Főpályaudvar – (- Peter-Sander-Straße -) – Kastel – Kostheim Winterstraße                           |
| 33A                                                                                                   | Állatkert – Dürertér – Német egység tere – Főpályaudvar – Amöneburg Unterer Zwerchweg                                                          |
| 33B                                                                                                   | Állatkert – Dürertér – Német egység tere – Főpályaudvar – Szakmai iskolai centrum – (- Peter-Sander-Straße -) – Kastel – Kostheim Winterstraße |
| 36 | Dernsches Gelände – Főpályaudvar – Szakmai iskolai centrum                                                                                     |
| 37 | Wielandstraße – Főpályaudvar – Moltkering – Bierstadter Straße – Bierstadt Venatorstraße                                                       |
| 38 | Europaviertel – Waldstraße – Biebrich Rajnapart ¹                                                                                              |
| 39 | Dr.-Horst-Schmidt-Klinika – Dotzheim – Biebrich – Keleti pályaudvar                                                                            |
| 39F                                                                                                   | Robert-Krekel-Anlage – Biebrichi temető |
| 45 | Biebrich Wal-Mart – Freudenberg – Dotzheim – Luizatér/Német egység tere – Főpályaudvar                                                         |
| 46 | Német egység tere – Főpályaudvar – Berliner Straße – Nordenstadt – Wallau – Massenheim – Hochheim                                              |
| 47 | Frauenstein – Schelmengraben – Dotzheim – Luizatér/Német egység tere – Főpályaudvar – Biebricher Allee – Déli pu. – Biebrich Karl-Bosch-Straße |
| 48 | Német egység tere – Berliner Straße – Nordenstadt – Delkenheim – Hochheim pályaudvar                                                           |
| 48S                                                                                                   | Delkenheim Eifelstraße – Hochheim Heinrich-von-Brentano-Iskola ¹                                                                               |
| 48X                                                                                                   | Hochheim pályaudvar – Delkenheim – Berliner Straße – Német egység tere ¹                                                                       |
| 50 | Főpályaudvar – Német egység tere/Luizatér – Schläferskopf (Nyári hétvégei kiránduló vonal)                                                     |
| 50P                                                                                                   | Dernsches Gelände – Német egység tere/Luizatér – Platte (Ski-Expresz téli hétvégéken)                                                          |
| 54 | Mainz-Lerchenberg – Mainz főpályaudvar – Kastel pályaudvar – Kostheim – Ginsheim *                                                             |
| 55 | Mainz-Finthen – Mainz főpályaudvar – Kastel pályaudvar – Kostheim – Bischofsheim *                                                             |
| 56 | Mainz-Münchfeld – Mainz főpályaudvar – Kastel pályaudvar – Kostheim – Ginsheim *                                                               |
| 57 | Mainz-Gonsenheim – Mainz főpályaudvar – Kastel pályaudvar – Kostheim *                                                                         |
| 60 | Gartenfeldstraße – Főpályaudvar – Luizatér/Dernsches Gelände – Sonnenberg – Rambach – Naurod – Auringen – Medenbach ³                          |
| 61 | Német egység tere – Bierstadt – Nauroder Str. – Heßloch – Kloppenheim – Igstadt – Breckenheim ³                                                |
| 62 | Német egység tere – Berliner Straße – Hochfeld – Erbenheim – Nordenstadt – Wallau – Delkenheim ³                                               |
| 63 | Német egység tere – Főpályaudvar – Biebrich – Parkfeld – Schierstein kikötő – Schierstein Oderstraße ³                                         |
| 64 | Dernsches Gelände – Német egység tere – Elzászi tér – Loreleiring – Carl-von-Linde-Straße – Flachstraße – Schelmengraben – Frauenstein ³       |
| 65 | Főpályaudvar – Német egység tere – Sedantér – Dürertér – Egyetem – Klarenthal – Kohlheck ³                                                     |
| 66 | Dernsches Gelände – Német egység tere – Waldstraße – Steinberger Straße – Gräselberg – Schierstein ³                                           |
| 67 | Német egység tere – Főpályaudvar – Déli temető – Erbenheim – Fort Biehler – Kastel – Kostheim Winterstraße ³                                   |
| 68 | Klein-Winternheim – Ober-Olm – Mainz Lerchenberg – Mainz Bretzenheim – Mainz főpályaudvar – Kastel pályaudvar – Kostheim – Hochheim ²          |
| 68 | Dernsches Gelände – Europaviertel – Sauerland – Dr.-Horst-Schmidt-Klinika – Freudenberg – Schierstein kikötő ³                                 |
| 91 | Mainz-Finthen – Mainz főpályaudvar – Kastel pályaudvar – Kostheim – Bischofsheim * ³                                                           |
| 99 | Mainz főpályaudvar – Kastel Euro Palace (Diszkó-Expressz) * ³                                                                                  |
| dőlt szvöveg = Wiesbaden területén kivűl                                                              | |
| ¹ nem üzemel az iskolai szünidőkben                                                                   | |
| ² közös vonal az MVG-vel (Mainzi közlekedési vállalat) / az ORN-nel (regionális közlekedési vállalat) | |
| ³ éjszakai vonal                                                                                      | |
| * MVG-vonal                                                                                           | |

A közeli régióból plusz még 11 buszvonal vezet a belvárosba.
Így összesen 73 buszvonal közlekedik a város területén.

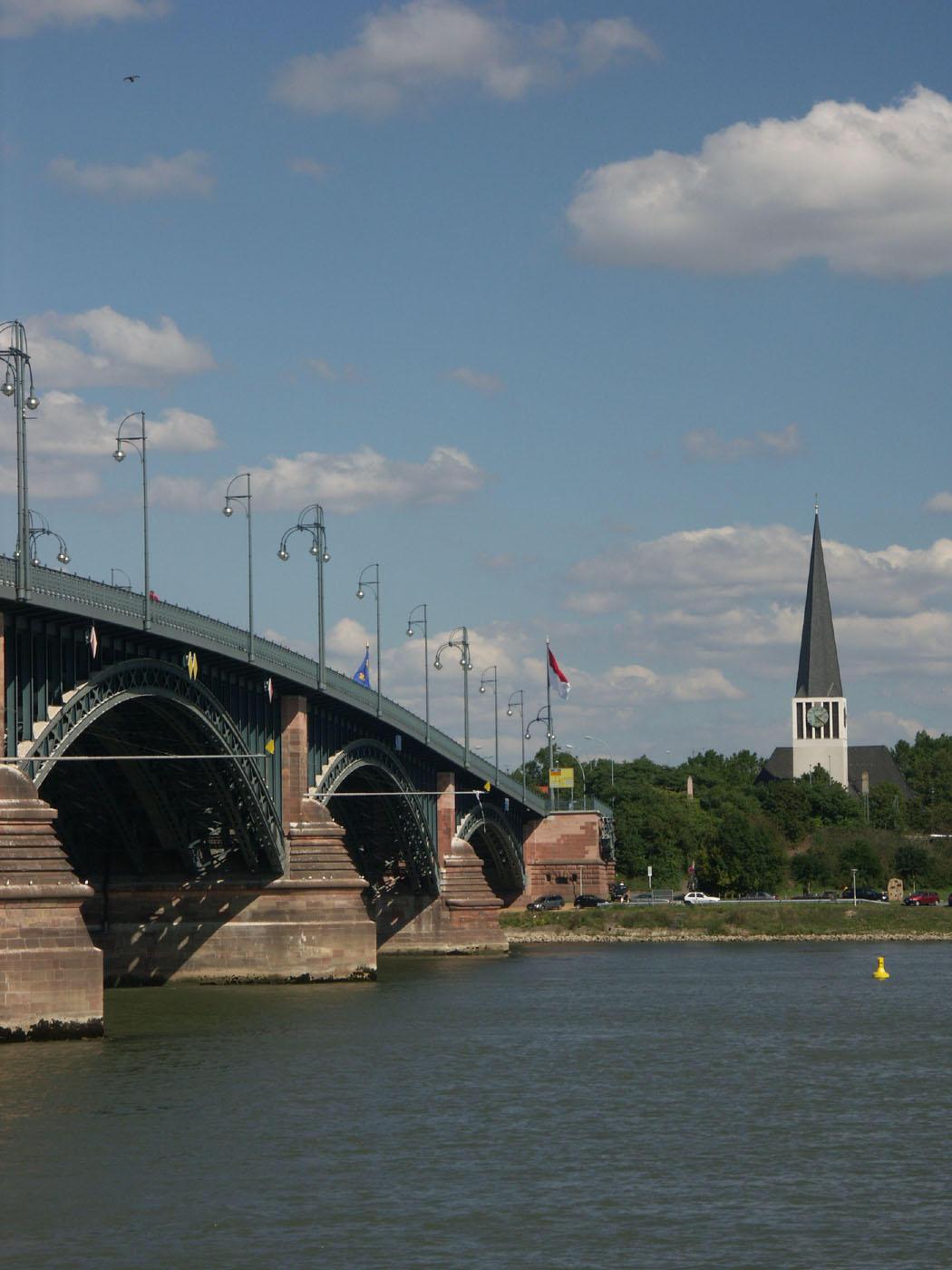
Az 1885-ben épült Theodor-Heuss-híd a két fővárost, Wiesbadent és Mainzot köti össze

## Hidak
Wiesbaden majdnem 11 km hosszú rajnaszakaszán csupán 3 híd áll, melyből csak egy vasúti híd van. Ez is mutatja a nagy vetélkedést, mely Wiesbaden és Mainz között létezik.
A Rajnai hidak a következők:
- Schiersteini híd (autópálya / A643) (Schierstein)
- Császárhíd (Kaiserbrücke / vasúti híd) (Amöneburg)
- Theodor Heuss híd (B40) (Kastel)

Létezik egy Majnai híd is, mely a Kostheim nevű kerületben áll és Wiesbadent Gustavsburggal köt össze (B43).